# El Crucero (Tequixquiac)
El Crucero är en ort i Mexiko.   Den ligger i kommunen Tequixquiac och delstaten Mexiko, i den sydöstra delen av landet, 60 km norr om huvudstaden Mexico City. El Crucero ligger 2 237 meter över havet och antalet invånare är 134.
Terrängen runt El Crucero är kuperad västerut, men österut är den platt. Runt El Crucero är det ganska tätbefolkat, med 207 invånare per kvadratkilometer. Närmaste större samhälle är Tequixquiac, 2,2 km söder om El Crucero. Trakten runt El Crucero består till största delen av jordbruksmark.